# Bruderschaft von der Todesangst Christi

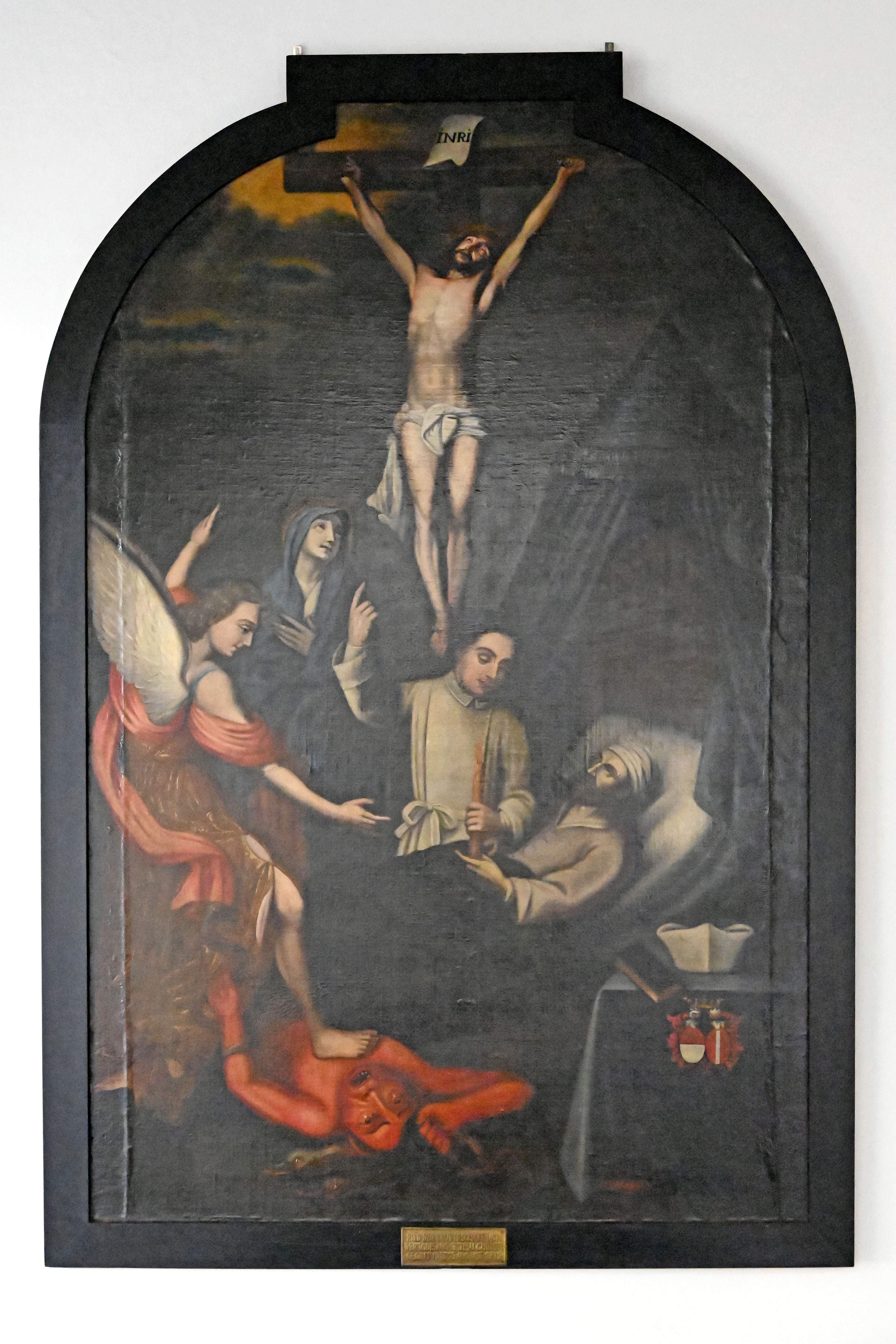
St. Nikolaus (Gemünd), "BILD DER BRUDERSCHAFT VON DER TODESANGST JESU CHRISTI GEGRÜNDET 15 AUGUST 1712"

Die Bruderschaften von der Todesangst Christi (auch Todesangstbruderschaft, Sodalität Agonia Christi, confraternitas agoniae Christi) sind katholische Bruderschaften mit dem Ziel, für einen gnädigen Tod für sich und seine Mitbrüder zu beten. Sie wurden von Jesuiten  im 17. Jahrhundert gegründet und erlebten eine Blütezeit im 18. Jahrhundert.

## Ziele der Bruderschaft
Die auch als „Bruderschaft vom guten Tod“ von katholischen Klerikern und Laien bezeichnete Vereinigung wurde erstmals 1648 vom Ordensgeneral der Jesuiten Vincenzo Carafa begründet. Ihr Ziel war es, den katholischen Gläubigen in lebensbedrohender Krankheit beizustehen und sie auf den Tod vorzubereiten. Hierzu sollte das während der Reformation sehr zurückgegangene Sakrament der Krankensalbung und der letzten Ölung wieder verstärkt gefördert werden.  Gleiches gilt für das Sakrament der Beichte.  Demzufolge dienten diese Bruderschaften auch zur Stärkung des katholischen Glaubens in ehemals reformierten Gebieten.
Als Teil der gegenreformatorischen Anstrengungen setzten die Bruderschaften künstlerische und architektonische Mittel ein. Bildliche Darstellungen der Todesangst Jesu am Ölberg nannte man „Zur Not Gottes“. Vor allem am Rhein und an der Bergstraße entstanden Ölberg-Darstellungen am Eingang der Pfarrkirche oder in eigenen Not-Gottes-Kapellen. Insbesondere im österreichischen Bereich regten sie die Anlage von Kalvarienbergen an. Allein im 17. Jahrhundert entstanden so hunderte von derartigen Anlagen.
Mancherorts beteten die Bruderschaften nicht nur bei Sterbenden und hielten Totenwache, sondern beteten in Erinnerung an das Leiden und Sterben Jesu auch in der Nacht von Gründonnerstag auf Karfreitag, ein Brauch, der bis ins 21. Jahrhundert an manchen Orten gepflegt wird.

## Verbreitung
In Österreich bestanden im 18. Jahrhundert allein 63 Todesangst-Bruderschaften, die von Jesuiten geleitet wurden, dazu kamen Hunderte von Todesangst-Bruderschaften, deren Seelsorger Patres anderer Orden oder Weltpriester waren. Besonders zahlreich waren die Todesangst-Bruderschaften (spanisch: Hermandad de la Agonía und Cofradía de la Agonía) in Spanien, Portugal und Lateinamerika.

## Orte mit Todesangst-Bruderschaften und Gründungsjahr im deutschsprachigen Raum
Soweit nicht gesondert vermerkt, sind die Orte und Gründungsjahre aufgeführt in: Das Bistum Paderborn von der Reformation bis zur Säkularisation 1532-1802/21 von Hans Jürgen Brandt und Karl Hengst, S. 351–353.
- Ahlen vor 1689
- Asbeck 1699
- Arnsberg vor 1716
- Bärwalde (Kreis Frankenstein, Schlesien), St. Johannes Evangelist. Wurde am 14. März 1726 durch den damaligen Papst Benedikt XIII. in Rom bestätigt.
- Beckum vor 1689
- Beverungen	1691
- Bocholt vor 1689
- Borgentreich 1693
- Brakel 1693
- Brenken 1720
- Brilon vor 1716
- Coesfeld vor 1689
- Delbrück 1724
- Disentis/Mustér 1712[5]
- Dülmen vor 1689
- Erwitte vor 1716
- Fölsen 1737
- Gehrden 1686
- Geseke, St. Cyriacus vor 1716
- Haltern 1690
- Heddinghausen vor 1716
- Hövelhof 1731
- Kärlich 1709
- Kleinenberg 1805
- Lichtenau 1777
- Laumersheim, Palmberg, Heilig-Kreuz-Kapelle, um 1720
- Medebach vor 1716
- Menden vor 1716
- Milte 1693
- Neuenheerse 1678
- Neuhaus 1678
- Nordwalde (vor 1874; 1874: 200 Mitglieder)[6]
- Olmütz 1655
- Paderborn, Dom 1733
- Paderborn, Jesuitenkirche 1683
- Paderborn, Marktkirche 1712
- Pömbsen 1697
- Rinkerode 1737
- Schwaney 1767
- Stromberg vor 1689
- Telgte vor 1689
- Warburg vor 1700
- Warendorf vor 1689
- Werl vor 1716
- Werne vor 1689
- Willebadessen 1694
- Winterberg vor 1716

## Schriften
Als Gebet- und Gesangbücher sind zu nennen die „Conciones de agonia Domini nostri Jesu Christi“, vom Jesuiten Pater Alexander Wille, gedruckt 1707 bei Johann Dietrich Todt in Paderborn (72 Predigten). Daneben gibt es das Werk „Bruderschaft der Todesangst unseres Erlösers Jesu Christi, um einen seligen Tod zu erhalten“, 1797 gedruckt von Hermann Leopold Wittneven.
- Bruderschafft der Tod=Angst Unsers am Creutz sterbenden Heylandes Jesu Christi Und seiner schmertzhafften Mutter Mariae zu eines seligen Sterbstundleins, wie sie an den Furnebmsten Oertern des Stiffts Münster, als Münster, Coeßfeld, Warendorff, Buchholt, Werne, Beckum, Ahlen Dülmen, Telgt, und Stromberg gehalten werden. [vor 1689: Bestätigung von Innocenz XI.]; Druck: Osnabrück bey Jobst Gerhard Lingen (StadtA Coe VIII.5.3)
- Bruderschaft der Todangst unsers am Kreuz sterbenden Heilandes Jesu Christi, wie sie an den vornehmsten Orten des Fürstenthums Münster gehalten wird. Münster [ca. 1800] (Online: ULB Münster)
- Bruderschaft der Todangst unsers am Kreuz sterbenden Heilandes Jesu Christi, wie sie an den vornehmsten Orten des Fürstenthums Münster gehalten wird. Münster 1803 (Online: ULB Münster)
- Todesangst-Bruderschaft zum Andenken an die Leiden und den Tod Jesu Christi am Kreuze, zur Erlangung einer Seligen Sterbestunde und zur Fürbitte für die Abgestorbenen. Münster 1852 (Online: ULB Münster)